# Coffi Codjia
Coffi Codjia (Cotonou, 9 december 1967) is een Beninse voetbalscheidsrechter, die ook internationaal actief is. Codjia was een van de 21 scheidsrechters tijdens het WK in 2006 in Duitsland.
Codjia is sinds 1999 internationaal scheidsrechter. Hij floot onder meer wedstrijden op de Confederations Cup, African Cup of Nations, de AFC Asian Cup en het WK in 2002.
Op het WK in 2006 floot hij de groepswedstrijden Ecuador-Costa Rica en Saoedi-Arabië-Spanje.

## Statistieken
| evenement                        | wed | Kreeg geel | Kreeg voor de tweede keer geel en dus rood | Weggestuurd |
| -------------------------------- | --- | ---------- | ------------------------------------------ | ----------- |
| Confederations Cup 1999          | 1   | 2          | 0                                          | 0           |
| Wereldkampioenschap voetbal 2002 | 1   | 5          | 0                                          | 0           |
| Confederations Cup 2003          | 1   | 3          | 0                                          | 0           |
| African Cup of Nations 2004      | 2   | 11         | 0                                          | 0           |
| AFC Asian Cup 2004               | 2   | 10         | 0                                          | 1           |
| CAF WK kwalificatie 2006         | 1   | 5          | 0                                          | 0           |
| African Cup of Nations 2006      | 2   | 6          | 0                                          | 0           |
| Wereldkampioenschap voetbal 2006 | 2   | 10         | 0                                          | 0           |
| African Cup of Nations 2008      | 2   | 9          | 0                                          | 0           |
| African Cup of Nations 2010      | 2   | 8          | 2                                          | 1           |
| Totaal                           | 16  | 69         | 2                                          | 2           |

* Bijgewerkt tot 13 februari 2010